# Learjet 29
Der Learjet 29 ist ein zweistrahliges Geschäftsreiseflugzeug in Tiefdeckerauslegung. Der Erstflug eines Learjet 28/29 fand am 24. August 1977 statt.

## Entwicklung
Das Flugzeug verfügt über ein 2-Personen-Cockpit und über eine Kabine für bis zu acht Passagiere, die in der Sitzanordnung 1+1 untergebracht sind. Es wurden jedoch nur Flugzeuge ausgeliefert, die 6 Passagiere befördern konnten.
Der Learjet 29 entspricht dem Learjet 28, es wurde lediglich zugunsten eines größeren Tanks die Anzahl der Passagiere reduziert, um die Reichweite zu vergrößern. Der kommerzielle Erfolg blieb auch hier aus, da die Triebwerke zu laut und der Kerosinverbrauch zu hoch war.
Von der Learjet 29 wurden insgesamt nur vier Serienmaschinen gebaut und dann durch den weiterentwickelten Learjet 35 ersetzt. Im Jahre 1998 waren von den Learjet 29 noch alle vier Maschinen im Einsatz. 2006 waren noch drei Stück für die mexikanische Regierung zugelassen.

## Technische Daten
| Kenngröße                     | Daten                                          |
| ----------------------------- | ---------------------------------------------- |
| Besatzung                     | 2                                              |
| Passagiere                    | maximal 10                                     |
| Länge                         | 14,50 m                                        |
| Spannweite                    | 13,35 m                                        |
| Höhe                          | 3,73 m                                         |
| Flügelfläche                  |                                                |
| Flügelstreckung               |                                                |
| Leermasse                     |                                                |
| max. Startmasse               | 6805 kg                                        |
| optimale Reisegeschwindigkeit | 756 km/h                                       |
| Höchstgeschwindigkeit         | 883 km/h                                       |
| Dienstgipfelhöhe              | 15.545 m                                       |
| Reichweite                    | 2660 km                                        |
| Triebwerke                    | 2 × General Electric CJ610-8A je 13,1 kN Schub |